# Apygardos teismas

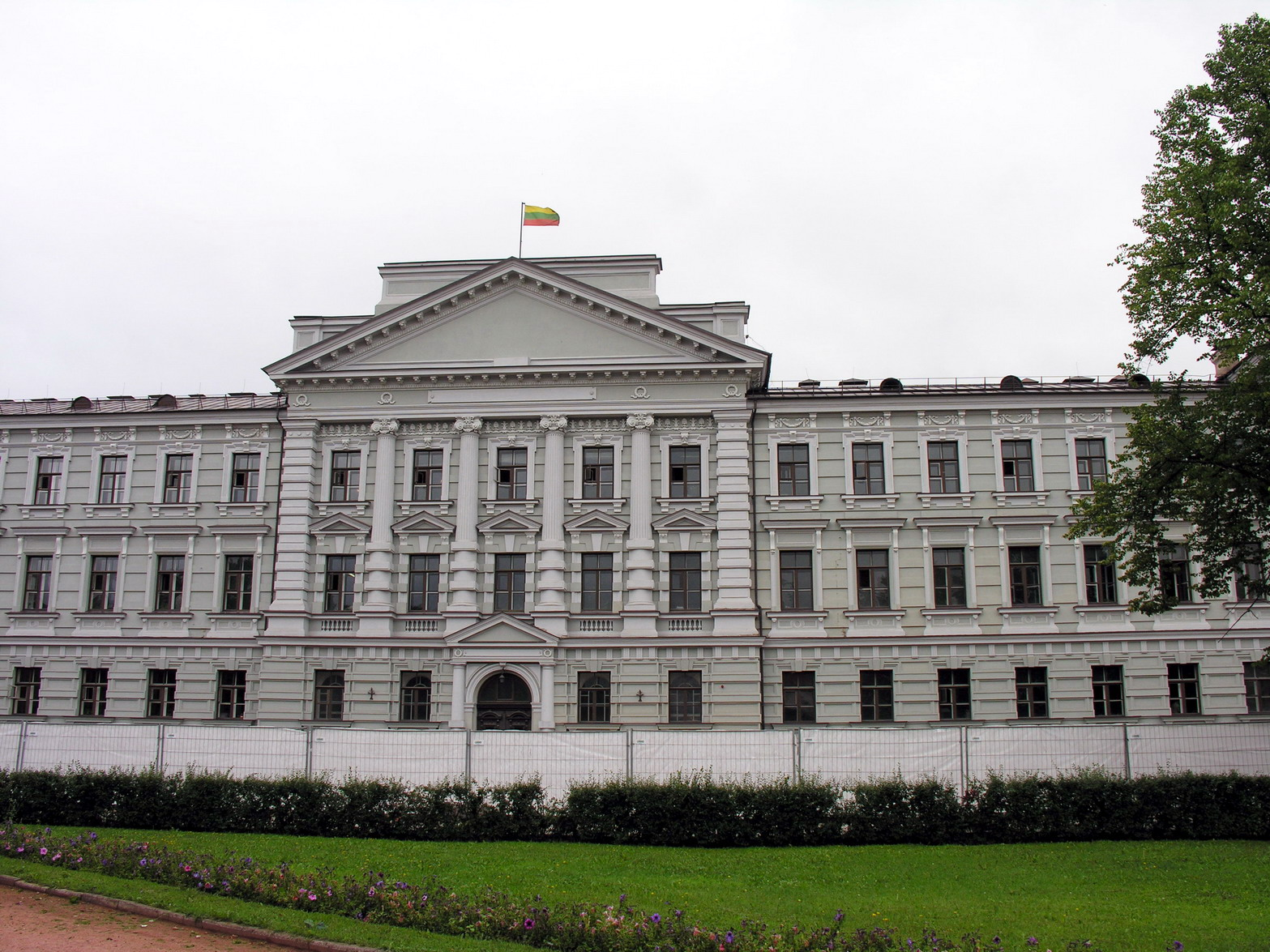
Bezirksgericht Vilnius im Gedimino prospektas

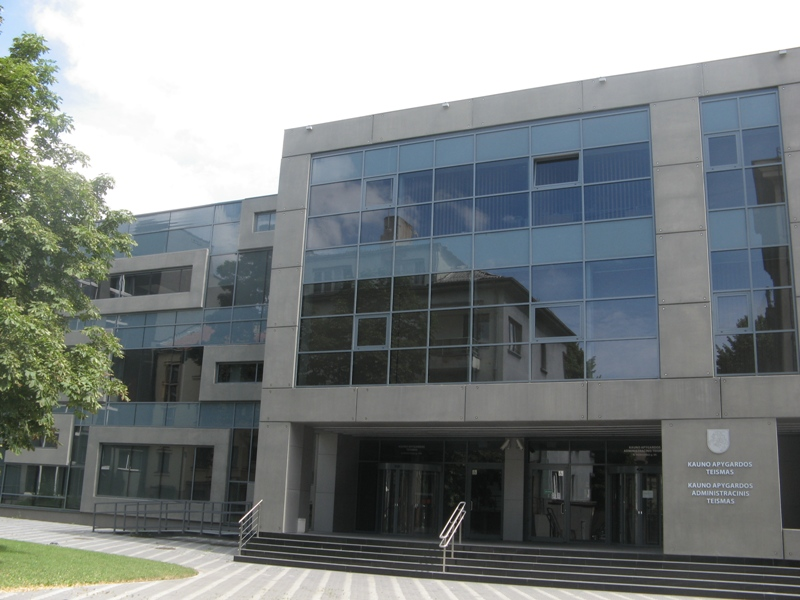
Bezirksgericht Kaunas

Apygardos teismas (deutsch Bezirksgericht) ist die Eingangs- und zweite Instanz der ordentlichen Gerichtsbarkeit in Litauen. Die zweite Instanz für die Entscheidungen der litauischen Bezirksgerichte ist das Appellationsgericht Litauens. Der größte Apygardos teismas ist das Bezirksgericht Vilnius mit 56 Richtern, 115 Staatsbeamten und 78 Arbeitnehmern.
Das Bezirksgericht Vilnius ist als erstinstanzliches Gericht für bestimmte Zivilsachen (Schutzmarkenrecht, Lizenzrecht und andere) ausschließlich zuständig.

## Geschichte
Apygardos teismas gab es schon im 18. Jahrhundert der Republik Beider Nationen. Solche Gerichte wurden per Gesetz vom Seimas gegründet. Im litauischen Territorium des Russischen Kaiserreichs gab es auch die Bezirksgerichte in Vilnius und Kaunas, in den Hauptstädten der russischen Gubernien. Apygardos teismas gab es auch nach der Erklärung der litauischen Unabhängigkeit.  Die litauischen Bezirksgerichte wurden nach der sowjetischen Okkupation aufgelöst. In Sowjetlitauen gab es danach keine vergleichbare Bezirksgerichte. Die litauischen Bezirksgerichte wurden wieder erst nach der Wiedererlangung der litauischen Unabhängigkeit in Vilnius, Kaunas, Klaipėda Šiauliai und Panevėžys eingerichtet. Jedem Bezirksgericht wurden die Kreisgerichte im Territorium der entsprechenden Bezirksgerichte untergeordnet.